# Cantonul Saint-Genis-Laval
Cantonul Saint-Genis-Laval este un canton din arondismentul Lyon, departamentul Rhône, regiunea Rhône-Alpes, Franța.

## Comune
- Brignais
- Chaponost
- Saint-Genis-Laval (reședință)
- Vourles